# Physignathus cocincinus
Il drago d'acqua cinese (Physignathus cocincinus) è una specie di lucertola agamidae originaria della Cina e del continente sud-est asiatico. È noto anche come il drago d'acqua asiatico, il drago d'acqua tailandese e il drago d'acqua verde.

## Descrizione
I draghi d'acqua cinesi possono crescere fino a un  metro di lunghezza totale, compresa la coda, e possono vivere da dieci a quindici anni. La colorazione va dal verde scuro al verde chiaro, a volte viola con lo stomaco arancione. Sul corpo si trovano delle righe diagonali di verde o turchese, mentre la coda è fasciata dalla metà del corpo alla fine con del verde e del bianco. I loro fianchi vanno dal bianco, verde molto pallido, o giallo pallido. Ma le loro gole sono considerate molto attraenti, infatti, possono essere abbastanza colorate (blu e viola o arancione), alcune con un solo colore, alcune con strisce. I maschi adulti hanno teste più grandi e triangolari rispetto alle femmine e sviluppano creste più grandi sulla testa, sul collo e sulla coda, e sono più grandi in generale. La coda, leggermente superiore ai due terzi dell'intera lunghezza del corpo, può essere utilizzata come arma, per bilanciare e per aiutare a nuotare.

## Habitat e distribuzione
Originari delle pianure e delle foreste montuose della Cina meridionale e dell'Asia sud-orientale (Thailandia, Vietnam, Laos, Cambogia e Birmania), i draghi cinesi d'acqua si trovano più comunemente lungo le rive dei laghi e dei corsi d'acqua dolce. Sono attivi durante il giorno (diurno) e trascorrono la maggior parte del loro tempo tra gli alberi o le piante (arboree). Se minacciato, il drago cadrà dagli alberi nell'acqua e nuoterà in sicurezza o resterà sommerso per un massimo di 90 minuti. I draghi d'acqua vivono in aree con livelli di umidità media del 40-80% e temperature che vanno da 26-32 °C.

## Alimentazione
Oltre alla vegetazione, la dieta del drago d'acqua consiste principalmente di insetti con qualche piccolo pesce occasionale, mammifero o rettile.